# كولن براون
كولن براون (بالإنجليزية: Colin Brown)‏ (12 أكتوبر 1878 - 25 يونيو 1936) هو لاعب كريكت بريطاني، شارك في مباريات الكريكيت من الدرجة الأولى مع فريق سومرست في عامي 1902 و1905. وُلد في نورث كاري [الإنجليزية] بتونتون، في مقاطعة سومرست، وتوفي في ويتبي، شمال يوركشاير.

## نبذة
كان براون لاعب كريكيت في الخطوط السفلى للضرب وشارك أحيانًا في البولينغ، ولا يُعرف ما إذا كان يضرب بيده اليسرى أم اليمنى. لعب مباراة واحدة مع فريق سومرست في 1902 لكنها لم تحقق له نجاحًا كبيرًا، ثم شارك في سبع مباريات أخرى في 1905. وكان أبرز إنجاز له في مباراة ضد نادي الكريكيت بمقاطعة لانكشاير [الإنجليزية] في 1905، حيثُ سجل 53 نقطة في الشوط الثاني، وهو أكثر من ضعف ثاني أعلى رصيد له في مسيرته. في تلك المباراة، تمكن والتر بريارلي [الإنجليزية] من أخذ 17 ويكيت لصالح سومرست، بما في ذلك أربعة ويكيت في أربع كرات؛ اثنان في الشوط الأول واثنان في الشوط الثاني. أُقصِي براون في كلا الشوطين، وخسر فريق سومرست المباراة بفارق شوط و160 نقطة خلال يومين.